# Colostygia sudduplicaria
Colostygia sudduplicaria là một loài bướm đêm trong họ Geometridae.